# Emilio Gómez
Emilio Gómez (* 28. November 1991 in Guayaquil) ist ein ecuadorianischer Tennisspieler.

## Privates
Sein Cousin Roberto Quiroz ist ebenfalls Tennisspieler. Seine weiteren Cousins Nicolás Lapentti und Giovanni Lapentti waren ebenfalls Tennisspieler – genauso wie sein Vater Andrés Gómez, der 1990 die French Open gewann.

## Karriere
Emilio Gómez spielt hauptsächlich auf der ATP Challenger Tour. Er feierte zudem vier Einzel- und fünf Doppeltitel auf der ITF Future Tour. Auf der Challenger Tour gewann bis jetzt die Doppelturniere von Guayaquil im Jahre 2009 und Medellín im Jahr 2013.
Emilio Gómez spielt seit 2010 für die ecuadorianische Davis-Cup-Mannschaft. Für diese trat er in sieben Begegnungen an, wobei er im Einzel eine Bilanz von 5:4 und im Doppel eine Bilanz von 0:4 aufzuweisen hat.

## Erfolge
| Legende (Anzahl der Siege)  |
| Grand Slam                  |
| ATP World Tour Finals       |
| ATP World Tour Masters 1000 |
| ATP World Tour 500          |
| ATP World Tour 250          |
| ATP Challenger Tour (6)     |

### Einzel

#### Turniersiege
| Nr. | Datum          | Turnier     | Belag     | Finalgegner               | Ergebnis        |
| --- | -------------- | ----------- | --------- | ------------------------- | --------------- |
| 1.  | 28. April 2019 | Tallahassee | Sand      | Tommy Paul                | 6:2, 6:2        |
| 2.  | 3. Mai 2021    | Salinas (1) | Hartplatz | Nicolás Jarry             | 4:6, 7:66, 6:4  |
| 3.  | 9. April 2022  | Salinas (2) | Hartplatz | Nicolas Moreno de Alboran | 6:72, 7:64, 7:5 |
| 4.  | 31. Juli 2022  | Winnipeg    | Hartplatz | Alexis Galarneau          | 6:3, 7:64       |

### Doppel

#### Turniersiege
| Nr. | Datum             | Turnier   | Belag | Partner               | Finalgegner                         | Ergebnis          |
| --- | ----------------- | --------- | ----- | --------------------- | ----------------------------------- | ----------------- |
| 1.  | 14. November 2009 | Guayaquil | Sand  | Júlio César Campozano | Andreas Haider-Maurer Lars Pörschke | 6:72, 6:3, [10:8] |
| 2.  | 28. Juli 2013     | Medellín  | Sand  | Roman Borvanov        | Nicolás Barrientos Eduardo Struvay  | 6:3, 7:64         |

## Abschneiden bei Grand-Slam-Turnieren

### Einzel
| Turnier         | 2014 | 2015 | 2016 | 2017 | 2018 | 2019 | 2020 | 2021 | 2022 | 2023 | Karriere |
| --------------- | ---- | ---- | ---- | ---- | ---- | ---- | ---- | ---- | ---- | ---- | -------- |
| Australian Open | —    | —    | —    | —    | —    | —    | Q1   | Q1   | 1    | Q2   | 1        |
| French Open     | Q2   | —    | —    | —    | —    | Q2   | 1    | Q1   | Q1   | Q1   | 1        |
| Wimbledon       | Q1   | —    | —    | —    | —    | Q1   |      | Q1   | Q1   | Q2   | —        |
| US Open         | Q3   | —    | —    | —    | —    | Q2   | —    | Q2   | Q2   | Q1   | —        |

Zeichenerklärung: S = Turniersieg; F, HF, VF, AF = Einzug ins Finale / Halbfinale / Viertelfinale / Achtelfinale; 1, 2, 3 = Ausscheiden in der 1. / 2. / 3. Hauptrunde; Q1, Q2, Q3 = Ausscheiden in der 1. / 2. / 3. Qualifikationsrunde; nicht ausgetragen